# アンチェイン梶
アンチェイン梶（アンチェインかじ、1969年2月11日 - ）は、日本の元プロボクサー。大阪府大阪市住吉区生まれ、大阪府八尾市育ち。

## 人物
- 生後すぐに母方の叔父のもとに養子に出される。
- 20歳でプロボクサーデビュー、後楽園ホールで葛西裕一に1RKO負けも経験。陽光アダチボクシングジム所属。
- 戦績7戦6敗1引き分け。7戦目で眼球の異常を訴え、滑車神経麻痺と診断され引退。
- 障害をもった児童が通う学童保育所や福祉施設などでボランティアをしたり、ローカルFM局のDJとしても活躍。
- 引退後になんでも屋『とんち商会』を開業する。
- 2001年に映画監督である豊田利晃によって、ドキュメンタリー映画『アンチェイン』が制作、公開され話題を呼ぶ。ソウル・フラワー・ユニオンによるサウンドトラック・アルバム『アンチェイン』も発表されている。
- ヘビースモーカーである。